# 크리스티나 아길레라
크리스티나 마리아 아길레라(영어: Christina Maria Aguilera, 1980년 12월 18일 ~ )는 미국의 가수이자 배우이다. 뉴욕 스태튼아일랜드에서 태어나 웩스퍼드에서 자랐다. 1990년에 텔레비전 프로그램 《스타 서치》에 출연하면서 1993년과 1994년 동안 디즈니 채널의 TV 시리즈 미키 마우스 클럽(MMC)에서 활동을 했다. 이후 아길레라는 RCA 레코드와 계약을 체결해 〈Reflection〉을 녹음했고, 이 곡은 영화 《뮬란》의 OST 곡으로 선정되었다. 1999년 아길레라는 데뷔 음반 《Christina Aguilera》를 발매한다. 〈Genie in a Bottle〉, 〈What a Girl Wants〉, 〈Come On Over Baby (All I Want Is You)〉는 빌보드 핫 100 1위에 올라 데뷔하자마자 3개의 노래를 정상에 올려놓는 최고의 성공을 거뒀다. 또한 이 음반으로 제42회 그래미 상에서 당대 최고의 인기 스타인 브리트니 스피어스와 메이시 그레이를 제치고 신인상을 수상하며 음악성과 실력도 인정받았다. 이후 아길레라의 라틴 데뷔 음반 《Mi Reflejo》 (2000)를 발매했으며, 크리스마스를 맞아 발매한 스페셜 음반 《My Kind of Christmas》(2000)를 발매했다. 이 음반들은 각각 세계적으로 300만 장, 600만 장의 판매고를 올렸다.
2002년이 되자 네 번째 정규 앨범 《Stripped》를 발매한다. 음반의 두 번째 싱글이였던 〈Beautiful〉은 대성공을 했고, 완전히 바뀐 아길레라의 이미지는 논란거리가 되기도 했다. 2006년에는 다섯 번째 정규 엘범 《Back to Basics》를 발매했으며, 《Stripped》 때의 소울 창법과 재즈, 블루스에서 영감을 얻어 좋은 호평을 받았다. 4년 후 알앤비, 일렉트로팝, 신스팝을 주류 장르로 삼은 아길레라의 여섯 번째 정규 앨범 《Bionic》(2010)을 발매했다. 같은 해, 뮤지컬 영화 《버레스크》에 처음으로 주연으로 출연했고 영화의 사운드트랙은 성공을 거뒀다. 2012년에는 일렉트로팝, 댄스 팝 요소가 강하게 담긴 일곱 번째 정규 앨범 《Lotus》를 발매했다. 2011년부터는 오디션 프로그램 《더 보이스》의 코치로 출연하며 인기를 끌고있다.
아길레라는 가창력, 뮤직비디오 및 이미지, 음악적으로 널리 알려져 대중들의 관심을 한 몸에 받았고, 여러 여성 음악가들에게 영향을 끼쳤다. 음악적 경력과 별개로 유엔 세계 식량 계획 기아 대책 홍보대사로 위촉 돼 활동했고, 인권 및 세계 여러 문제에 자선 사업가로서 활동하고있다. 아길레라의 작품들은 많은 시상식에서 상을 받았는데, 그래미 상과 라틴 그래미 상을 포함해 총 5번을 수상했고, 2010년 11월 할리우드 명예의 거리에 2423번째로 입성했다. 《롤링 스톤》이 발표한 역사상 가장 위대한 가수 100명 중에 아길레라는 서른 살 이하 가수로는 유일하게 58위를 차지했다. 또한 《빌보드》가 선정한 2000–09년 아티스트 순위 20위에 올라 2000년대 여자 음악가로는 마돈나에 이어 두 번째 순위였다. 아길레라는 현재 세계적으로 5천만 장 이상의 음반 판매고를 기록하고있다.

## 생애와 경력

### 1980–98: 어린 시절
크리스티나 아길레라는 1980년 12월 18일 미국 뉴욕의 스태튼아일랜드에서 에콰도르 출신의 이민자였던 아버지 파우스토 아길레라(Fausto Aguilera)와 아일랜드, 네덜란드, 웨일스, 독일계 어머니 셸리 컨스 사이에서 태어났다. 어머니인 셸리는 어렸을 때 청소년 심포니 오케스트라 단원으로서 유럽 투어를 할 정도로 바이올린에 능숙하였다. 하지만 어머니는 대학에서 의외로 스페인어를 전공했다. 아버지는 군인 하사관으로 직업 특성상 여기저기로 이사다녀야 했다. 크리스티나는 4살부터 7살까지(1983년~1986년) 일본 사가미하라시에서 살았다. 1986년 6월 6일, 요코스카시에서 여동생 레이첼 아길레라(Rachel Aguilera)가 태어났다. 그 후로 다시 미국으로 돌아와 플로리다, 뉴저지, 텍사스 등등 곳곳으로 이사를 자주 하며 살았다. 계속해서 이사를 다니었기에 여러 친구들과 어울리지 못 했다. 게다가 아버지의 가정폭력으로 힘들어하는 어머니를 보면서 힘든 나날을 보내야 했다. 아버지가 어머니를 폭행할 때, 자기 방에 들어가 옛날 음악을 듣고 따라 부르며 슬픔을 이겨내곤 하였다. 크리스티나가 7살때 부모는 결국 이혼을 했다. 그 후 어머니는 자신의 고향인 펜실베이니아주 웩스퍼드로 크리스티나와 여동생 레이첼을 데리고 외할머니가 사는 곳으로 이주한다. 거기서 어머니 셸리는 응급 의료 보조원 제임스 컨스(James Kearns)를 만나 재혼을 하면서, 크리스티나는 의붓오빠 케이시 컨스(Casey Kearns)와 의붓언니 스테파니 컨스(Stefani Kearns), 그리고 제임스와 셸리 사이에서 태어난 이부 남동생 마이클 컨스(Michael Kearns)와 같이 살게 된다.
크리스티나는 할머니로부터 음악에 재능이 있다는 말을 자주 듣고 1990년 3월 15일 오디션 프로그램 스타 서치에 나갔다. 오디션에서 에타 제임스의 "Sunday Kind Of Love"를 불러 준우승을 하며 9살의 나이로 세상에 자신을 알렸다. 12살이 되어서는 미키마우스 클럽(MMC)이란 어린이 음악 활동 TV쇼 오디션에서 에이미 그랜트(Amy Grant) 등의 노랠 불러 합격하고 MMC 생활을 시작하게 된다. 이 때 같이 활동했던 사람들로 브리트니 스피어스, 저스틴 팀버레이크, JC 차세즈(그룹 엔싱크의 멤버), 라이언 고슬링, 케리 러셀, 로나 베넷(그룹 엔 보그의 멤버) 등이 있다.
1994년 미키마우스 클럽(MMC)이 갑자기 해체됐고, 그녀는 레코드 레이블와 계약을 하기 위해 데모 테이프를 녹음하는 등 준비를 한다. 그리고 14살의 나이로 일본 가수 나카니시 게이조와 듀엣곡 "All I Wanna Do"를 녹음했다.1997년에는 매년 루마니아에서 열리는 Golden Stag International Festival에 참가해 셰릴 크로우와 다이애나 로스의 노래를 불렀다. 1998년 디즈니 영화 뮬란의 OST를 부를 가수를 찾는 오디션에서 휘트니 휴스턴의 "Run To You"를 부른 데모테이프를 보내 응시한다. 크리스티나의 목소리에 감탄한 디즈니 사는 그녀를 합격시켰고, 크리스티나는 "Reflection"이란 곡을 녹음했다. "Reflection"은 골든 글로브상 시상식에서 최고의 노래 후보에 오르는 영예를 얻었다. 이를 계기로 RCA 레이블과 계약을 하고, 드디어 1999년에 그녀의 이름을 딴 데뷔 앨범을 발매한다.

### 1998–2001: 팝 음악의 시작Christina Aguilera와Mi Reflejo
아길레라의 데뷔 음반 Christina Aguilera는 1999년 8월 24일에 발매되었다. 이 음반은 빌보드 200을 비롯한 캐나나 음반 차트 등 세계 여러 나라 차트 1위에 올랐고, 미국에서만 800만 장 이상의 판매량을 기록했다. 이렇게 높은 판매량을 기록하면서 미국 음반 산업 협회 (RIAA)에서 판매량 인증을 기준으로, 역사상 미국에서 가장 많이 팔린 앨범 탑 100 목록에도 포함되었다. 세계적으로는 1,700만 장 이상이 판매되었다. 데뷔 싱글 "Genie in a Bottle"은 빌보드 핫 100 5주 1위를 비롯해 세계 여러 국가에서 정상을 차지했다. 후속 싱글 "What a Girl Wants"와 "Come On Over Baby (All I Want Is You)"이 1999년과 2000년에 이어서 빌보드 핫 100 1위를 차지했고, "I Turn to You"는 3위까지 진입했다. 아길레라는 데뷔 음반에서 여러 개의 1위 싱글을 배출한 빌보드 역사상 몇 안되는 음악가이다. 이러한 인기로 2000년에 열린 제42회 그래미 상 시상식에서 "Genie in a Bottle"로 최우수 여자 팝 보컬상 후보로 지명되었고, 당시 수상이 유력하던 브리트니 스피어스를 제치고 최우수 신인상을 수상했다.
아길레라는 2000년 마이애미에서 프로듀서 루디 페레즈와 함께 첫 스페인어 음반을 녹음하기 시작했다. 녹음을 마친 아길레라는 2000년 9월 12일 첫 스페인어 음반 Mi Reflejo를 발매했고, 이 음반을 통해 자신이 라틴 혈통이라는 것을 강조했다. 이 음반에는 영어 노래에서 스페인어로 바꾼 노래들과 새로운 스페인어 노래도 수록되었다. 당시 일부에서는 라틴 음악 붐에 참여해 돈을 벌려한다는 아길레라를 비판하기도 했다. 페레즈에 따르면 아길레라는 녹음 당시 스페인어를 어느 정도는 유창하게 말했다고 전했다. 아길레라의 아버지는 에콰도르계 사람이었기 때문에 아길레라는 더 쉽게 스페인어를 이해했다고 했다. 아길레라는 "내가 라틴계 피가 섞여있는 것은 부정할 수 없다"고 말했다. 앨범이 발매되자 빌보드 200 27위에 만족해야 했고, 빌보드 라틴 앨범 차트에서는 1위에 오른 후 20주동안 차트에 머물렀다. 2009년까지 미국에서 Mi Reflejo는 600,000만 장의 판매고를 올렸다. 또한 이 앨범으로 2001년 열린 라틴 그래미 상과 빌보드 라틴 뮤직 어워드에서 최우수 여자 팝 보컬 앨범을 수상했다. 이 외에 월드 뮤직 어워드에서 베스트 셀링 라틴 여자 아티스트로 선정되었다. 2000년 10월 24일에는 크리스마스 앨범 My Kind of Christmas를 발매했고, 그 해 백악관에서 수록곡 "The Christmas Song"의 공연을 선보였다. 크리스마스 앨범은 빌보드 200 차트에서 최고 28위까지 올라갔고 플래티넘 인증을 받았다. 아길레라는 빌보드가 뽑은 2000년 올해의 여성 아티스트로 뽑혔다.
한편, 아길레라는 첫 월드 투어 Sears & Levis US Tour (Christina Aguilera: In Concert라고도 불림) 공연을 했다. 투어는 2000년 여름 미국에서 시작해 아시아, 남아메리카를 방문한 후 2001년 초에 끝났다. 이 콘서트는 My Reflection이라는 제목으로 DVD 발매되어 미국에서 골드 인증을 받았으며 ABC에서 특별 방송을 해주기도했다. 비슷한 시기 아길레라는 MTV의 VJ 카슨 데일리와 데이트를 했다는 소문이 돌았다. 에미넴의 노래 "The Real Slim Shady"에서 로커 프레드 더스트와 카슨 데일리이 언급되며 소문은 더욱 퍼졌다. 아길레라는 이에 대해 "역겹고 불쾌하며 사실이 아니다"라고 답했다. 이후 에미넴과 아길레라는 2년 후 MTV 비디오 뮤직 어워드에서 화해를 했다고 밝혔다. 아길레라는 푸에르토리코의 댄서 조지 산토스와 사귀고 있다고 밝혔다. 산토스는 아길레라의 뮤직비디오와 투어에도 참여했었다. 2년동안 관계가 지속 되었으나, 2001년 9월 11일 공식적으로 결별을 발표했다. 산토스는 2002년까지 아길레라의 댄서로 활동했다.
아길레라는 2001년 발매된 리키 마틴의 앨범 Sound Loaded의 두 번째 싱글 "Nobody Wants to Be Lonely"에 피처링으로 참여했다. 이 싱글은 여러 나라에서 차트 10위 권에 진입하며 좋은 반응을 얻었다. 같은 해 핑크, 릴킴, 마야 데이스와 함께 영화 《물랑 루즈》의 사운드 트랙이자 1975년 동명의 라벨의 노래를 리메이크한 "Lady Marmalade"를 발표했다. 이 노래는 에어플레이 역사상 높은 수치를 기록한 싱글 중 하나로 기록되며 빌보드 핫 100에서 5주 동안 1위를 지켰다. 이 외에 영국, 독일, 오스트레일리아를 포함한 11개 나라에서 1위를 했고, 그래미 상에서 최우수 팝 콜라보레이션 보컬상을 수상했다. 뮤직비디오에는 트위스티드 시스터와 디 스나이더가 출연했다. 이 뮤직비디오로 2001년 MTV 비디오 뮤직 어워드에서 올해의 비디오상을 수상했고, 아길레라는 수상 직후 "나의 큰 머리가 좋은 결과를 낳은 것 같다"고 수상 소감을 말했다. 같은 해, 아길레라가 15살때 녹음했던 13개 가량의 노래가 담긴 데모 테이프를 당시 프로듀서였던 로버트 알레사와 마이클 브라운이 왈록 레코드 측에 팔아 공개되었다. 아길레라는 공개하고 싶지 않았지만, 몇 달 후 왈록 레코드는 기존에 선보였던 데모 트랙을 포함한 앨범 Just Be Free를 발매하기로 결정했다. 아길레라는 왈록 레코드를 상대로 계약 위반과 부정경쟁법 소송을 걸었고 프로듀서에 앨범 발매 중단을 요청했다. 대신 이들은 발매를 하기로 합의를 했다. 재판의 세부 사항은 기밀이라 공개되지 않았다. 앨범은 2001년 8월 발매됐고, 앨범과 함께 아길레라의 15살 당시 사진도 공개되었다.
아길레라의 데뷔 앨범은 상업적으로는 성공했지만, 자신의 이미지와 음악 스타일에 대해서 불만을 가졌다. 재정적인 이유와 유행에 따라 버블검 팝 장르를 했기 때문에 그랬다. 아길레라는 이에 따라 다음 앨범은 자신이 원하는 음악 스타일을 한다고 밝혔고, 훨씬 더 깊이있는 앨범과 가사를 만든다고 했다.

### 2002–03: 새로운 이미지Stripped

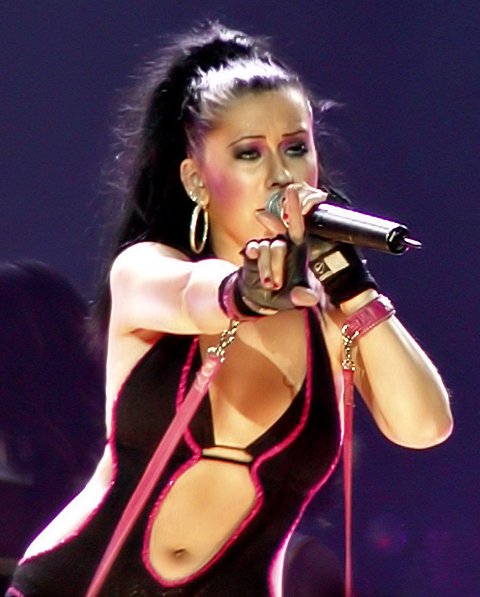
2003년, 크리스티나 아길레라 Stripped Tour 공연 중이다.

아길레라의 두 번째 정규 앨범 Stripped는 2002년 10월 29일 발매되었다. 앨범은 미국에서 첫 주 330,000만 장을 팔아 빌보드 200 2위로 데뷔했다. 아길레라는 이전의 앨범과는 달리 선정적인 면을 강조했다. Stripped는 다양한 음악 스타일의 영향을 받아 컨템포러리 알앤비, 소울, 가스펠, 발라드, 팝 록, 힙합 등의 다양한 장르들을 수용했다. 앨범의 노래들은 대부분 스콧 스토치와 싱어송라이터 린다 페리 그리고 아길레라에 의해 만들어졌다. 록윌더와 앨리샤 키스도 몇몇의 노래에 기여했다. 앨범은 비평가들로부터 아길레라의 보컬 능력은 좋은 평가를 받았지만, 성적인 이미지로 나아가는 모습을 보고 비판했다. 앨범 발매후, 아길레라는 잡지 포토슛에 참여했는데, 이중 많은 사진들이 누드 또는 세미 누드 사진들이였다. 또한 피어싱을 박고, 뒷목에 타투를 새기며 이시기 제2의 자아라고 하는 "엑스티나(Xtina)"가 나타났다고했다.
앨범의 첫 싱글 "Dirrty"가 발매되고 뮤직비디오가 공개되자 너무 심한 노출과 선정적인 모습으로 처음엔 부정적인 영향을 끼쳤다. 그러나, 아길레라는 1999년에 발매했던 데뷔 앨범은 자신의 진정한 모습이 아니라고 주장했고 이러한 모습이 자신의 진정한 개성이라고 말했다. "Dirrty"의 뮤직비디오는 MTV에서 많은 인기를 끌었지만, 미국 싱글 차트에서는 저조한 성적을 보였다. 그러나, 영국과 아일랜드에서는 1위에 올랐고 이외에 많은 유럽 국가에서 상위권을 차지했다. 두 번째 싱글 "Beautiful"은 이 앨범에 있어서 대단히 중요한 역할을 했다. 고전적인 영향을 받은 이 발라드 노래는 미국 빌보드 핫 100 2위까지 올라갔고 여러 나라에서 1위를 차지했다. 또한 이 노래를 통해 그래미 상 최우수 여성 팝 보컬 퍼포먼스를 수상했다. 이후에 나오는 싱글 ("Fighter", "Can't Hold Us Down" featuring 릴킴, "The Voice Within")은 거의 2년동안 발매되었고 Stripped가 2년동안 차트에 머물 수 있도록 해줬다. Stripped는 미국에서 400만 장 가량을 팔았고, 2000년대 미국에서 77번째로 많이 판 앨범으로 기록되었다. 영국에서는 다섯 번의 플래티넘 인증을 받았고, 2003년 영국에서 가장 많이 판 앨범 3위에 올랐다. 그리고 영국에서 1,850,852만 장을 팔아 영국 역사상 가장 가장 많이 판 앨범 100 순위 중 73위에 올랐다. 세계적으로는 1,200만 장 가량의 판매고를 올렸다. 한편, 같은 시기에 나온 켈리 클락슨의 싱글 "Miss Independent"를 아길레라가 함께 공동 작곡했다.
2003년 6월부터는 저스틴 팀버레이크와 함께 북미 투어 Justified/Stripped Tour라는 제목으로 시작했다. 이 투어는 2003년 9월까지 계속되었고, 4,500만 달러를 벌어들였다. 이후 같은 해 11월부터 12월까지 아길레라는 팀버레이크없이 Stripped World Tour라는 제목으로 혼자서 다시 투어를 진행했다. 이 시기 아길레라는 검은색으로 머리를 염색했다. 이 투어는 가는 곳마다 매진되며 그 해 가장 높은 수익률을 올린 투어 중 하나였다. 《롤링 스톤》은 2003년 가장 멋진 투어 중 하나로 선정하기도 했다. 2004년 11월 이 콘서트 실황을 담은 아길레라의 첫 DVD 라이브 음반 Stripped Live in the U.K를 발매했다. 아길레라는 성공적으로 끝난 투어로 미루어 2004년 중반 새로운 북미 투어를 계획하고 있었다. 그러나, 투어 시작 날 직전 아길레라의 성대에 부상을 입어 무산되고 말았다. 2003년 8월에는 MTV 비디오 뮤직 어워드에서 동료 팝스타 브리트니 스피어스와 함께 마돈나의 노래 "Like a Virgin"과 "Hollywood"를 부르다가 마돈나와 퍼포먼스의 일환으로 키스를 하는 공연을 했다. 또한 2004년 Saturday Night Live에 출연해 《섹스 앤 더 시티》의 사만다 존스를 흉내를 내기도 했다.
아길레라는 이번 앨범을 통해 보다 성숙한 이미지의 컨셉으로 결정했고, 이 결정은 대중들에게 칭찬보다 비판을 받았다. 결국 아길레라는 메르세데스-벤츠 광고에서 금발의 머리로 바꾸고 광고 노래 "Hello"를 녹음했다. 직후, 아길레라는 짧은 빛나는 금발로 머리 스타일을 바꿨고, 마릴린 먼로를 연상케하며 1920년대 ~ 1940년대 할리우드 스타일을 지지하는 스타 중 한명이였다(그웬 스테파니, 디타 본 티즈, 애슐리 쥬드와 함께). 2004년 늦은 여름에는 두 장의 싱글을 발표했는데, 첫 싱글은 "Car Wash"로 랩퍼 미시 엘리엇과 함께 부른 노래로 Shark Tale의 사운드트랙으로 쓰였다. 두 번째 노래는 넬리의 앨범 Sweat 싱글 "Tilt Ya Head Back"을 발표했다. 이 두 노래는 미국에서 상업적으로 실패했지만, 세계에서는 보통의 성적을 거뒀다. 또한 2005년 8월 허비 행콕과 재즈풍의 노래 "A Song for You"를 발매했다. 이 노래로 아길레라와 허비 행콕은 그래미 상 최우수 팝 콜라보레이션 보컬 부문 후보로 지명되었다. 한편, 아길레라는 두 번째 정규 앨범을 준비하면서 만난 조던 브랫먼과 2005년 2월 약혼을 발표했고, 2005년 11월 19일 로스앤젤레스 나파 벨리 포토밭에서 결혼식을 올렸다.

### 2004–09:Back to Basics과 컴필레이션 음반

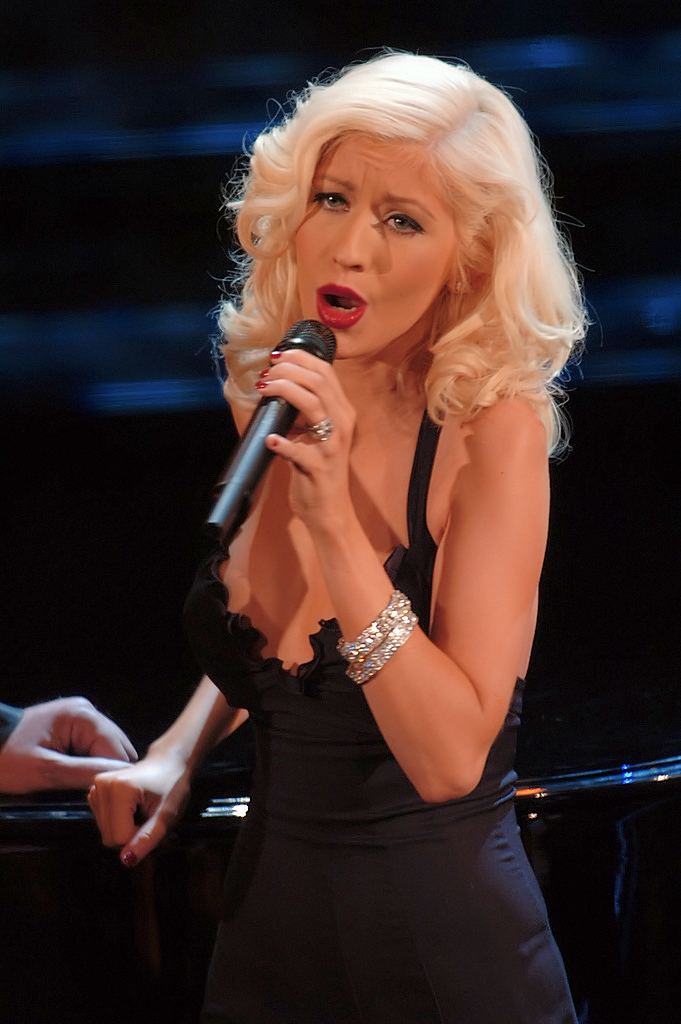
2006년 산레모 축제에서 공연을 펼치고있다.

아길레라의 세 번째 정규 앨범 Back to Basics는 2006년 8월 15일 발매되었다. 앨범은 미국과 영국을 포함한 11개 나라에서 1위 데뷔를 했다. 아길레라는 이번 앨범에 대해 "이번 앨범은 더블 CD로 이루어져 있으며 20년대와 30년대 그리고 40년대 스타일의 재즈, 블루스, 소울을 현대적으로 재해석 했다"고 설명했다. 타임은 비평가들에게 대부분 긍정적인 평가를 받았는데, 특히 "만약, 하나의 디스크였다면 이러한 앨범은 나올 수가 없었을 것이다"라며 긴 러닝 타임에 대해 호평을 받았다. 앨범의 리드 싱글 "Ain't No Other Man"은 월드 차트에서 2위, 빌보드 핫 100 6위, 영국 싱글 차트에서는 2위를 거두며 상당한 상업적 성공을 거뒀다. 이후에 나온 후속 싱글 "Hurt"와 "Candyman"은 유럽 지역과 태평양 지역에서 인기를 얻었다. Back to Basics은 미국에서 발매 첫 주 346,000만 장을 팔아 빌보드 200 1위로 데뷔했다. 이외에 영국, 호주, 독일, 캐나다 등을 포함한 14개 나라에서 정상을 차지했다. 이후 미국에서만 170만 장을 팔아치웠고, 세계적으로 450만 장의 판매고를 올렸다.
이후 2006년 말 힙합 가수 디디의 네 번째 정규 음반 Press Play의 수록곡 "Tell Me"에 듀엣으로 참여했다. 이후 2006년 11월 유럽부터 Back to Basics Tour를 시작했고, 2007년에는 41회의 북미 투어를 했다. 2007년 6월에는 아시아와 오스트레일리아를 방문했다. 뉴질랜드에서도 공연을 할 예정이였지만, 아길레라가 질병에 걸려 마지막 남은 두 개의 공연(맬버른, 오클랜드)는 무산되었다. 다음 해, Back to Basics: Live and Down Under라는 제목으로 콘서트 실황을 담은 DVD도 발매했다. 아길레라는 이번 투어로 북미에서만 5,000만 달러를 벌어들였고, 유럽과 오스트레일리아에서도 4,000만 달러를 벌어 총 9,000만 달러의 수익을 남겼다. 아길레라는 2007년 여성 가수 중에서 가장 성공적인 북미 투어를 했다. 아길레라는 제49회 그래미 상에서 "Ain't No Other Man"으로 최우수 여성 팝 보컬 퍼포먼스상을 수상했다. 또한 이 날 그래미 상에서 아길레라는 제임스 브라운을 추모하기 위해 브라운의 노래 "It's a Man's Man's Man's World"를 불렀는데, 이 공연은 아길레라의 가장 주목해야 할 공연 중 하나로 꼽힌다. 한편 2007년 1월, 《포브스》가 선정한 "세계에서 가장 부유한 여성 연예인 20인" 순위에서 아길레라는 6,000만 달러의 재산으로 19위에 올랐다.
2007년 11월 4일 아길레라는 임신을 했다고 공식 발표했다. 원래 아길레라는 임신 사실을 알리지 않고 있었지만, 라스베이거스에서 파티 도중 친구이자 당시 진행자를 맡았던 패리스 힐튼이 임신을 했다고 말해 알려졌다. 다음 해인 2008년 1월 로스앤젤레스에서 크리스티나는 맥 라이언 브랫먼이라는 이름의 아들을 낳았는데, 조던 브랫먼은 유대인계 사람이기 때문에 라이언은 유대 의식으로 포경 수술을 받았다고한다. 또한 라이언과 아길레라가 찍은 화보를 《피플》에서 1,500만 달러에 사들여 역대 유명 인사 아기 사진 중 여섯 번째로 비싸게 사들였다(지금은 아홉번째로 밀려남).
같은 해, 밴드 롤링 스톤즈의 역대기를 기반으로 만든 마틴 스코세이지 감독의 다큐멘터리 영화 《샤인 어 라이트》에 출연했다. 이 영화에서 아길레라는 믹 재거와 함께 "Live With Me"를 불렀다. 이 영화는 베를린 국제 영화제에서 처음 선보인 뒤, 2008년 8월 4일 전 세계 개봉했다. 또한 코미디 영화 《겟 힘 투 더 그릭》에 카메오로 출연했고, LIFETIME의 《프로젝트 런웨이》 시즌 6 게스트 심사위원으로 출연했다. 2008년 11월 11일에는 아길레라의 데뷔 10주년을 맞아 이전 앨범들의 수록곡들을 비롯한 세 개의 새로운 노래를 담은 첫 베스트 앨범 Keeps Gettin' Better: A Decade of Hits를 발매했다. 앨범의 하나뿐인 싱글이자 첫 싱글 "Keeps Gettin' Better"는 2008년 열린 MTV 비디오 뮤직 어워드에서 첫 공연을 펼쳤고, 빌보드 핫 100 7위까지 올라갔다. 2009년이 되자 아길레라는 다음 앨범 준비 작업을 시작했고, 영화 촬영을 시작했다. 또한 2000년대 가장 위대한 아티스트 순위 중 20위에 올랐다.

### 2010–11:Bionic과 영화 버레스크
아길레라의 네 번째 정규 앨범 Bionic은 2010년 6월 8일 발매되었다. 앨범의 프로듀서로는 트리키 스튜어트, 에스터 딘이 참여했고, 송라이터로는 린다 페리와 시아 풀러 이 외에 많은 아티스트들이 참여했다. 앨범의 주된 영감은 일렉트로닉과 일렉트로닉 댄스 뮤직에서 영향을 받은 메인스트림 팝이다. 싱글 "Not Myself Tonight"과"You Lost Me"는 빌보드 핫 댄스 클럽 플레이 차트에서 1위를 했지만 다른 차트에서는 실패를 맛봤다. 아길레라는 Bionic 앨범에서 일렉트로팝 장르를 시도했는데, 평론가들에게 호불호가 나뉘는 평가를 받았다. 《워싱턴 포스트》의 앨리슨 스튜어트는 "지나치게 채워 넣은 시끄러운 로봇 소리, 그리고 가장 실망스러운 부분은 아길레라의 목소리를 기계에 맡긴 것 같다"고 평했다. Bionic은 미국에서 발매 첫 주 110,000만 장을 팔아 빌보드 200 3위로 데뷔했는데, 이전 앨범에 비해 턱없이 부족한 판매량을 보이면서 실패했다. 최종 판매량으로는 310,000만 장을 기록했다. 앨범 발매 후 곧 프로모션은 끝냈고, 여름에 예정되어 있던 투어는 "리허설 시간 부족"으로 전면 취소되었다.

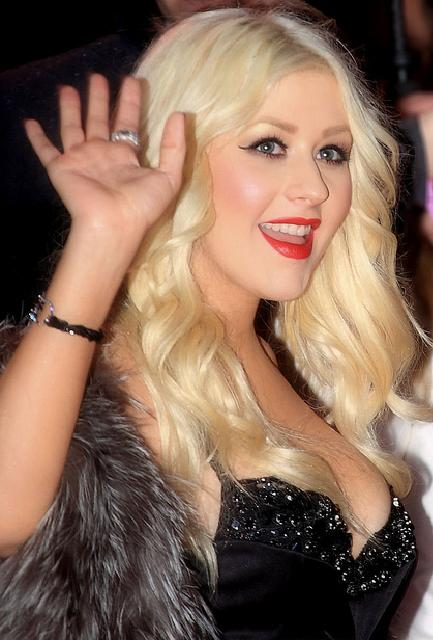
2010년 런던에서 《버레스크》 프리미어 중 아길레라

2010년 11월 아길레라는 첫 영화인 뮤지컬 영화 《버레스크》에 출연했고, 비슷한 시기 할리우드 명예의 거리에 이름을 올렸다. 아길레라는 영화에서 작은 시골 마을에서 살다가 로스앤젤레스의 네오-벌레스크 클럽에서 사랑과 성공을 찾으러온 여주인공 알리 로즈로 출연했다. 영화의 각본과 연출을 맡은 스티브 앤틴은 알리의 구체적인 모습 일부분을 만들었다. 아길레라는 2010년 11월 22일 발매된 영화의 사운드트랙에서 여덟 곡을 불렀는데, 사운드트랙에는 트리키 스튜어트, 시아 풀러, 사무엘 딕슨, 린다 페리, 클라우드 켈리, 댄즈, 론 페이어 등의 프로듀서와 송라이터가 참여했다. 두 개의 수록곡은 셰어와 아길레라가 공동 작업으로 만들어냈다. 사운드트랙은 빌보드 200 20위권까지 올라갔고, 미국에서 총 60만 장을 팔으면서 골드 인증을 받았다. 셰어 이외에 캠 지갠뎃, 에릭 데인, 크리스틴 벨, 스탠리 투치와 함께 공동 주연으로 출연했다. 몇몇 평론가들은 아길레라의 연기력에 호평을 했다. 《타임》에서는 "아길레라가 당신의 취향이 아닐 수는 있지만, 순전히 능력적인 면에서는 인상적이다. 알리가 진짜 모습이라면 이미 《아메리칸 아이돌》에서 발견된 것이라고 볼 수 있다"고 리뷰했다. 《버라이어티》는 "알리라는 캐릭터는 관객들 부정 할 것도 없이 재미있다"고 기사를 썼다. 《버레스크》는 개봉되고나서 평론가들로부터 혼합된 평가를 받았다. 제68회 골든 글로브에서 최우수 작품상-뮤지컬 코미디 부문 후보로 지명되었고, 사운드트랙 수록곡 "Bound to You"는 최우수 오리지널 송 후보로 지명되었다. 또한 사운드트랙은 최우수 컴필레이션 사운드트랙 후보로 올랐다. 《버레스크》는 세계적으로 9,000만 달러의 수익을 벌어들였다.
2011년 7월 9일 아길레라는 랩퍼 T.I.의 노래 "Castle Walls"에 참여했고 《안투라지》에도 출연했다. 9월부터는 남편 조던 브래트먼과 별거를 시작했고, 2010년 10월에는 자식들의 공동 양육권을 법적으로 인정받기 위해 이혼 소송을 걸었다. 이후 사적으로 만나 양육권 문제를 해결했고, 이혼 문제는 다음 해 4월에 마무리지었다. 아길레라는 《버레스크》 촬영 중 음악가이자 보조 출연자 맷 러틀러와 만나기 시작했다. 아길레라의 모습과 사생활은 감시의 대상이 되었고, 행동을 통제할 수 없을 정도로 과음을 하면서 문제를 일으키기도 했다. 2011년 3월 1일 웨스트 할리우드에서 아길레라는 공공만취 혐의로, 남자친구는 음주운전 혐의로 체포되었다. 이후 보석금 판결이 났으나, 알코올 농도가 혐의보다 낮게 나오면서 무혐의 판결을 받았다. 슈퍼볼 XLV에서 아길레라는 미국의 국가 "The Star-Spangled Banner"를 제창했는데, 가사를 틀리는 실수를 했다. 이틀 후 "이 나라를 사랑하는 내 마음을 모두 알아줬으면 좋겠다. 국가에 담긴 진정한 정신은 계속될 것"이라고 사과문을 올렸다. 다음 주 아길레라는 제니퍼 허드슨, 마티나 맥브라이드, 욜란다 아담스, 플로렌스 웰츠와 함께 2011 그래미상의 아레사 프랭클린 헌정 무대에 오르며 미국 국가를 틀리는 실수를 만회했다.
이후 아길레라는 애덤 리바인, 블레이크 쉘톤, 씨로 그린과 함께 《더 보이스 미국판》 코치로 캐스팅되었다. 첫 시즌은 2011년 4월부터 NBC를 통해 방영되었으며, 엄청난 성과를 거뒀다. 이후 애덤 리바인이 소속된 마룬 5의 싱글 "Moves Like Jagger" 피처링으로 참여했고, 《더 보이스》에서 처음으로 공연을 했다. 이 곡은 빌보드 핫 100 1위에 오르면서 아길레라의 다섯 번째 1위곡이 되었고, 영국 싱글 차트에서도 2위까지 올랐다. 또 아길레라는 마돈나(80년대, 90년대, 00년대), 자넷 잭슨(마돈나와 같음), 브리트니 스피어스(90년대, 00년대, 10년대)에 이어 30년대에 걸쳐 빌보드 핫 100 1위곡을 만들어낸 네 번째 여자 가수이다. 싱글은 세계적으로 1500만 장 이상의 판매량을 기록하면서 역사상 가장 많이 팔린 싱글 중 하나로 기록되기도 한다. "Moves like Jagger"는 2012 그래미상 최우수 팝 듀오/그룹 퍼포먼스 후보로 오르기도 했다.

### 2012–현재:Lotus

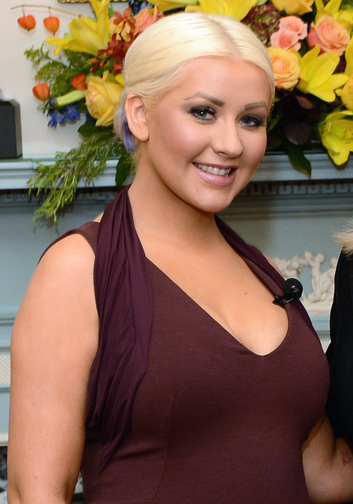
2012년 10월 George McGovern Leadship Award를 수상한 Aguilera

아길레라는 정규앨범 Lotus의 발매에 앞서 9월 중순 싱글 "Your Body"를 발표했는데, 'Your Body'의 데모버전이 2주전 유출되며 공식적인 버전은 템포가 빨라질 것이라고 발표했지만 수정 없이 그대로 발표했다. 애초 'Your Body'는 'Fuck Your Body" 버전과 'Love Your Body' 버전으로 나뉘는 형태로 발매할 예정이었으나 최종적으로는 한개의 버전으로만 발표되었다. 두달 뒤, 통산 다섯 번째 정규 앨범 Lotus가 2012년 11월 13일에 발매되었다. 발매 첫 주 미국에서 73,000만 장을 팔아 빌보드 200 7위로 데뷔했다. 이 앨범에서는 컨트리 싱어 블레이크 쉘튼과의 듀엣 곡인 "Just A Fool"만 싱글컷 되었는데 뮤직비디오와 싱글커버도 없는 저조한 활동으로 부진한 성적을 거두었다. 애초 아길레라는 지난 4집 앨범에서 개최하진 못한 월드 투어를 개최한다고 밝혔으나 무기한 연기되었다. 다음 해 2013년 3월에는 남성 래퍼 핏불과 함께한 싱글 'Feel This Moment'를 발표하며 빌보드 핫 100 차트 8위까지 오르며 선전했다. 그리고 투어 준비와 육아로 인해 잠시 하차했던 오디션 프로그램 "더 보이스" 시즌 5에 다시 합류했는데 이 시기에는 다이어트에까지 성공해 큰 화제를 모았고 최근에는 A Great Big World와 함께한 싱글 'Say Something'을 발표했으며 프로모션을 위해 참석한 AMA에서 베스트 드레서로 선정되며 되찾은 미모를 뽐내었다. 12월에는, 더 보이스 시즌5 피날레 공연 중 레이디가가와의 함께 <Do What U Want>를 새롭게 편곡하여 콜라보 형식의 공연을 가졌는데, 공연은 엄청난 화제가 되었고 이 반응에 힘입어 2014년 1월 1일에는 <Do What U Want>을 새롭게 편곡하여 레코딩하고 이벤트 형식으로 정식 발매가 되었다. 그 후 2014년 초 프로포즈를 받아 맷 러틀러와 약혼을 했고 딸을 가지면서 경사가 겹쳤다. 2015년 2월 8일에 열린 2015 그래미상에서는 A Great Big World와 함께한 싱글 'Say Something'이 최우수 팝/듀오 퍼포먼스상을 받았다.

## 예술가로서의 능력

### 가창력

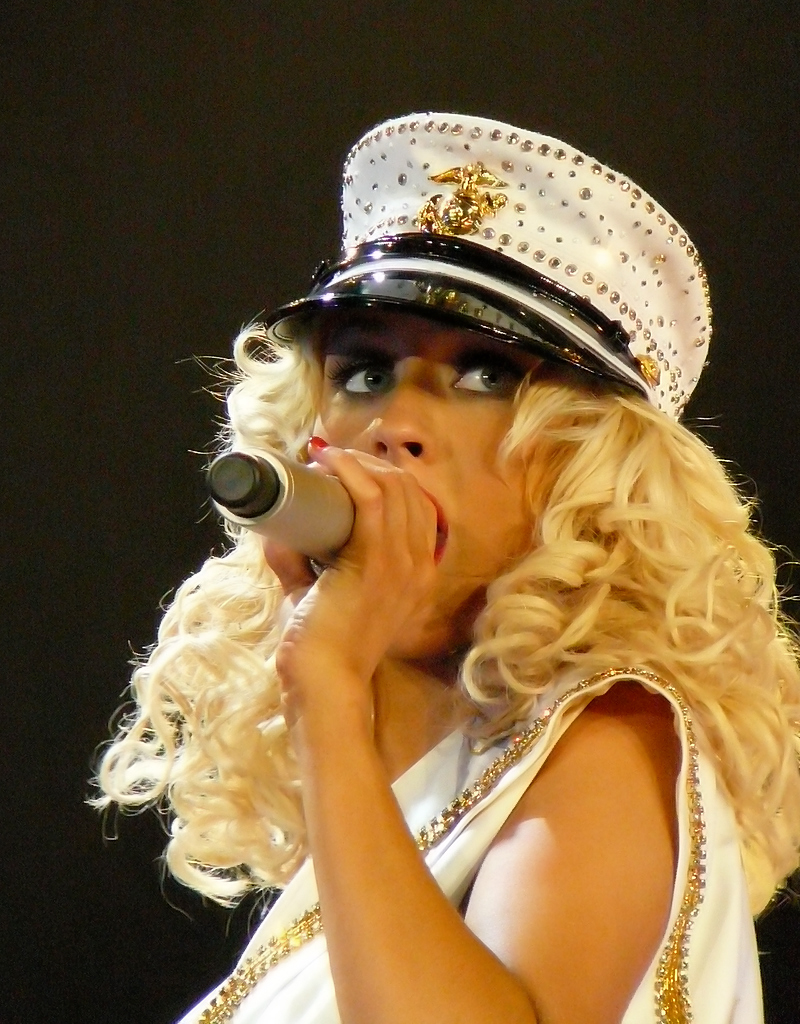
2007년 Back to Basics 투어에서 "Candyman" 공연중의 아길레라

아길레라는 소프라노 보컬 범위를 가지고 있고, "세기의 목소리" 또한 블루 아이드 소울 가수라고 불린다. 아길레라는 또한 《코브》의 최고의 팝 보컬리스트 100인 목록 순위에서 50점 만점에 50점을 받아 정상에 올랐으며, MTV's 22 Greatest Voices in Music에서 5위에 올랐다. 아길레라는 제49회 그래미 상에서 "It's A Man's Man's Man's World"를 불렀는데, 이 공연은 셀린 디온의 "My Heart Will Go On" 공연과 그린데이의 "American Idiot" 공연에 이어 그래미 최고의 순간 3위로 뽑혔다. 디온은 인터뷰를 통해 아길레라에게 "아마도 세계에서 최고의 가수일 것이다"라고 말했다. 또한 《롤링 스톤》이 발표한 "역사상 가장 위대한 가수 100명" 중에 아길레라는 서른살 이하의 가수로는 유일하게 58위에 올랐다.

### 영향
아길레라에게 가장 큰 영향을 끼친 가수 중 하나는 에타 제임스로, 아길레라는 1960년에 나온 제임스의 노래 "At Last"를 경력 중 커버 버전으로 부르기도 했다. 아길레라는 "에타 제임스는 내 생애 중 가장 좋아하는 가수이다. 내가 첫 데뷔를 한 이후 모든 인터뷰에서 지난 7년동안 그렇게 말해왔다. 다시 말해, 제목을 알 수 없을 정도로 수많은 제임스의 옛 모든 노래들을 듣고 자라왔다"고 말했다. 어렸을 적에는 빈티지 재즈, 블루스, 소울 음악에 귀를 기울였다. 아길레라의 정규 음반인 Back to Basics은 1950년대 스탠더드 팝 가수인 제임스와 기타 많은 여러 가수들에게 경의를 표했다. 또한 아길레라는 마돈나와 자넷 잭슨을 또다른 주요 영향을 끼친 가수로 말했는데, "그들은 다시 창조하고, 강하고, 용감한 여성들이다. 언론들이 아무리 나쁘게 말해도 두려움이 없는 것처럼 탐험을 한다"고 말했다. 그리고 아레사 프랭클린, 휘트니 휴스턴, 니나 시몬을 영향을 끼친 가수로 말했다.
아길레라는 뮤지컬 《사운드 오브 뮤직》에서 주연으로 출연했던 줄리 앤드류스에게 노래와 공연 모습의 영향을 받았다고 한다. 아길레라는 "할리우드의 황금 시대"가 자신에게 또 다른 영감을 얻었다고 말했는데, "마를레네 디트리히, 마릴린 먼로, 캐럴 롬바드, 그레타 가르보, 베로니카 레이크"를 언급했다. 아이러니하게도, 할리우드 명예의 거리에 있는 아길레라 근처에 줄리 앤드류스가 있고, 옆자리에는 그레타 가르보가 있다. "Ain't No Other Man"의 뮤직비디오에서 영화 《제인의 말로》의 "베이비 제인"을 언급하며 아길레라의 또다른 자아를 보였다. 영화의 스타 배우인 베티 데이비스와 조안 크로포드드 보여줬다. Back to Basics의 세 번째 싱글인 "Candyman"은 1941년 발매된 앤드류 시스터스의 노래 "Boogie Woogie Bugle Boy"에서 영감을 얻었다. 또한 알베르토 바르가스에 여러 그림을 보고 핀업걸 영감을 얻었다. 아길레라는 또한 문화 아이콘 니코, 데비 해리와 아티스트 로이 리히텐슈타인, 앤디 워홀에게 관심을 표명했다. 아길레라는 영화 배우 안젤리나 졸리와 《버레스크》에 같이 출연 했던 셰어의 팬이라고 여러 인터뷰에서 밝혔다.

## 자선 활동

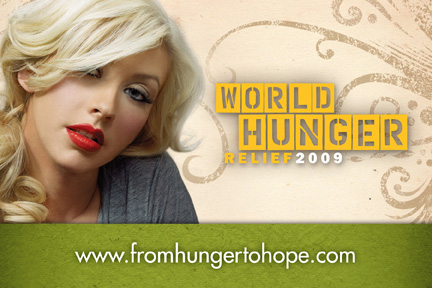
아길레라가 나온 세계 기아 해방 캠페인 홍보용 포스터

아길레라는 경력동안 여러 자선 단체와 함께 자선 활동을 해왔다. 아길레라는 PETA에 한국 정부에 대해 개고기 음식을 위해 살생을 그만해야 한다고 요청했다. 한편 아길레라는 LGBT 커뮤니티를 지원하는 후원자이며 많은 동성애 팬들을 보유하고 있다. "Beautiful"의 뮤직비디오는 동성애자와 트랜스젠더들을 위한 시상식 GLAAD 어워드에서 수상을 했다. 아길레라는 수상을 하면서 다음과 같이 말했다: "내 뮤직비디오는 동성애자들과 트랜스젠더 사람들의 아름다운 모습을 캡처한 것이다. 하지만, 그들에 대한 차별과 편견은 여전히 존재한다." 2006년에는 레즈비언 결혼식에 참석해 동성애를 지지하며 "동성애자 커플에 대해 선입견을 갖는 것은 굉장히 무감각하고 구시대적인 발상이다. 그들의 결혼식에 큰 감동을 받았다"고 말했다. 또한 캘리포니아주에서 동성결혼 금지 주민 발의안이 통과하자 마돈나, 숀 펜, 앤젤리카 휴스턴 등 여러 연예인과 함께 항의를 했고, 시위도 벌였다.

## 음반 목록

### 정규 앨범
- 《Christina Aguilera》 (1999)
- 《Mi Reflejo》 (2000)
- 《My Kind of Christmas》 (2000)
- 《Stripped》 (2002)
- 《Back to Basics》 (2006)
- 《Bionic》 (2010)
- 《Lotus》 (2012)
- 《Liberation》 (2018)
- 《Aguilera》 (2022)

## 작품 목록

### 영화
| 연도 | 영화 제목           | 역할      | 비고                        |
| ---- | ------------------- | --------- | --------------------------- |
| 2004 | 샤크                | 자신      | 더빙 (크레딧)               |
| 2008 | 샤인 어 라이트      | 자신      |                             |
| 2010 | 겟 힘 투 더 그릭    | 자신      | 카메오                      |
| 2010 | 벌레스크            | 알리 로즈 | 2010년 11월 24일 개봉(주연) |
| 2018 | 조                  | 쥬얼스    |                             |
| 2018 | 브로드웨이 4D       |           |                             |
| 2018 | 라이프 오브 더 파티 |           |                             |

### 텔레비전
| 연도      | 제목                | 역할 | 비고                                                   |
| --------- | ------------------- | ---- | ------------------------------------------------------ |
| 1993–1995 | 미키 마우스 클럽    | 자신 | 에피소드 3                                             |
| 1999      | 비벌리힐스의 아이들 | 자신 | "Let's Eat Cake"                                       |
| 2000–2006 | Saturday Night Live | 자신 | 시즌29 에피소트 558(2004, 진행)/ 음악 게스트 에피소드4 |
| 2009      | 프로젝트 런웨이     | 자신 | 게스트 심사위원, "Sequins, Feathers and Fur, Oh My!"   |
| 2010      | 안투라지            | 자신 | "Lose Yourself"                                        |

## 주요 수상 목록
| 년도 | 작품                                           | 시상식                         | 수상 부문                          | 결과 |
| ---- | ---------------------------------------------- | ------------------------------ | ---------------------------------- | ---- |
| 1998 | Reflection                                     | 골든 글로브상                  | Best Original Song                 | 수상 |
| 2000 | 크리스티나 아길레라                            | 알마 어워즈                    | 올해의 엔터테이너 신인상           | 수상 |
| 2000 | 크리스티나 아길레라                            | 빌보드 뮤직 어워드             | 올해의 여성 신인 아티스트상        | 수상 |
| 2000 | 크리스티나 아길레라                            | 그래미 상                      | 최우수 신인상                      | 수상 |
| 2000 | 크리스티나 아길레라                            | 월드 뮤직 어워드               | Best Selling New Female Pop Artist | 수상 |
| 2000 | 크리스티나 아길레라                            | 영스타 어워즈                  | Starlight Award                    | 수상 |
| 2000 | "Genie in a Bottle"                            | 블록버스터 엔터테인먼트 어워즈 | Favorite New Female Artist         | 수상 |
| 2000 | "Genie in a Bottle"                            | 블록버스터 엔터테인먼트 어워즈 | 가장 인기있는 싱글                 | 수상 |
| 2001 | 크리스티나 아길레라                            | 블록버스터 엔터테인먼트 어워즈 | Favorite Female Artist of the Year | 수상 |
| 2001 | Mi Reflejo                                     | 블록버스터 엔터테인먼트 어워즈 | Favorite Latin Album of the Year   | 수상 |
| 2001 | Mi Reflejo                                     | 빌보드 라틴 뮤직 어워드        | 올해의 팝 음반상, 여성 부문        | 수상 |
| 2001 | Mi Reflejo                                     | 빌보드 라틴 뮤직 어워드        | 올해의 팝 음반상, 신인             | 수상 |
| 2001 | Mi Reflejo                                     | 라틴 그래미상                  | 최우수 여성 팝 보컬 음반상         | 수상 |
| 2002 | "Lady Marmalade" (with Lil' Kim, Mýa and Pink) | 그래미 상                      | 최우수 팝 콜라보레이션 보컬상      | 수상 |
| 2004 | "Beautiful"                                    | 그래미 상                      | 베스트 여자 팝 보컬 퍼포먼스       | 수상 |
| 2007 | "Ain't No Other Man"                           | 그래미 상                      | 베스트 여자 팝 보컬 퍼포먼스       | 수상 |
| 2010 | Back to Basics                                 | 소울 앤 재즈 어워즈            | Album of the Decade                | 수상 |

## 같이 보기
- 대중음악의 별명 목록
- 가장 많은 음반을 판 음악가 목록